# KV31
KV31 (Kings' Valley 31) è la sigla che identifica una delle tombe della Valle dei Re in Egitto; titolare sconosciuto. In corso lavori di scavo ed analisi.

## Storia
Scoperta e scavata da Giovanni Battista Belzoni nel 1817, forse qui, o nella KV30, giaceva un sarcofago antropoide in quarzo, risalente alla XVIII dinastia, donato da Lord Belmore, per conto del quale Belzoni operava in quel periodo, al British Museum.

## Architettura e ritrovamenti
Scavi sistematici della KV31 sono stati eseguiti solo nel 2010-2015, nell’ambito del The University of Basel King’s Valley Project (trad. Progetto Valle dei Re dell’Università di Basilea) ; la tomba è risultata costituita da quattro camere che sono state contrassegnate da lettere dell’alfabeto. In due di queste, denominate C e D, che presentavano larghe fessurazioni nel soffitto, sono state rinvenute cinque mummie, due femminili e tre maschili, di età compresa tra i 18 ed i 30 anni.
Non risultando alcun dato che valesse a identificarle, sono state indicate, a seconda della camera di ritrovamento, con lettera e progressivo:
1. C1: femmina, età 18-25 anni, lunga cm. 159, con capelli corti neri;
2. C2: maschio, età 20-25 anni, lunga cm. 165, con lunghi capelli intrecciati;
3. C3: maschio, età 18-25 anni, lunga cm. 175, con braccia incrociate sul torace nella postura tipica dei re;
4. C4: maschio, età non definita (ma i denti del giudizio erano in corso di eruzione[N 4]), con capelli corti, ma legati in una treccia sul lato destro del capo nell’acconciatura tipica dei principi reali;
5. D4 rinvenute solo parti del corpo (teschio, una gamba e le pelvi) sesso verosimilmente femminile, età stimata 18-25 anni, capelli corti e rossi[2].

Tutte le mummie, che presentano larghe lacerazioni nelle bende, presentano fratture multiple, ma si ritiene che i danni, post mortem, siano stati causati da azioni di saccheggio.
Si ritiene altresì che tutti i corpi siano stati sepolti contemporaneamente il che lascia intendere che si sia trattata di una sepoltura protezionistica (del tipo di quella verificata con il rinvenimento della cache DB320), nel tentativo di sottrarre i corpi ad ulteriori azioni violente; dal metodo di imbalsamazione e dall'analisi di frammenti ceramici e di legno rinvenuti, potrebbero datarsi alla XVIII dinastia e, segnatamente, al regno di Thutmosi III alla cui famiglia tutti i giovani potrebbero essere appartenuti. Il riseppellimento, stando ad alcuni ostraka rinvenuti tra i detriti e databili alla XIX dinastia-XX dinastia, potrebbe essere avvenuto durante la XXI dinastia. Un drappo di lino reca il cartiglio di Ramses III.
Le suppellettili in legno, in buono stato di conservazione benché spezzate in piccole parti, recavano ampie zone danneggiate da lame o coltelli, ove erano verosimilmente state asportate laminature o pietra incastonate.
In tre delle quattro camere sono stati inoltre rinvenuti i frammenti relativi ad almeno 40-50 giare in terracotta risalenti al periodo thutmoside.

### Annotazioni
1. ↑  Le tombe vennero classificate nel 1827, dalla numero 1 alla 22, da John Gardner Wilkinson in ordine geografico. Dalla numero 23 la numerazione segue l’ordine di scoperta.
2. ↑  Somerset Lowry-Corry, II Conte di Belmore (1774-1841), nobile e politico irlandese.
3. ↑  Il progetto vede la collaborazione, oltre l’Università di Basilea, dell’Università Americana del Cairo –Dipartimento Egittologia- e dell’Università di Zurigo –Centro di medicina evolutiva: progetto mummie egizie-; prevede lo studio e l’analisi di varie tombe della Valle dei re: KV26, KV29, KV30,  KV31, KV32, KV33, KV37, KV40, KV59, KV61 e la recentissima KV64.
4. ↑  I denti del giudizio compaiono generalmente tra il 17º ed il 25º anno di età.

### Fonti
1. ↑  Nicholas Reeves e Richard Wilkinson, The complete valley of the Kings, New York, Thames & Hudson, 2000, p. 183.
2. ↑   Ägyptologisches Seminar: University of Basel Kings' Valley Project, su aegyptologie.unibas.ch. URL consultato il 3 febbraio 2017 (archiviato dall'url originale il 2 agosto 2017).
3. ↑   New Ancient Egyptian Human Mummies from the Valley of the Kings, Luxor: Anthropological, Radiological, and Egyptological Investigations, su hindawi.com. URL consultato il 3 febbraio 2017 (archiviato dall'url originale il 4 febbraio 2017).
4. ↑   Ägyptologisches Seminar: Report 2010, su aegyptologie.unibas.ch. URL consultato il 3 febbraio 2017 (archiviato dall'url originale il 21 dicembre 2016).